# Jutiapa (stad)
Jutiapa is een stad en gemeente in Guatemala en is de hoofdplaats van het gelijknamige departement.
Jutiapa telt 163.000 inwoners.

## Zie ook

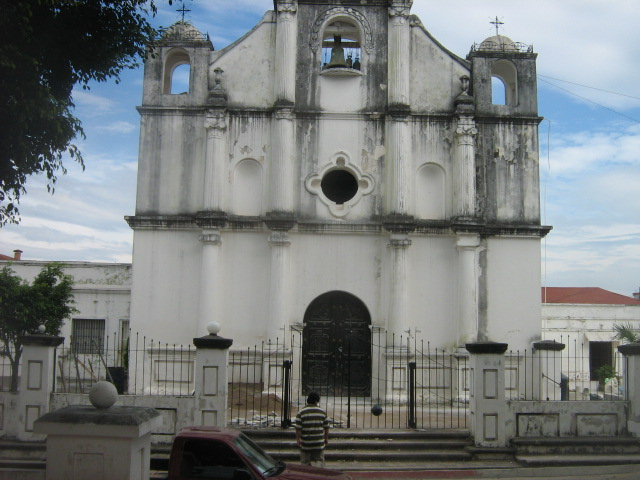
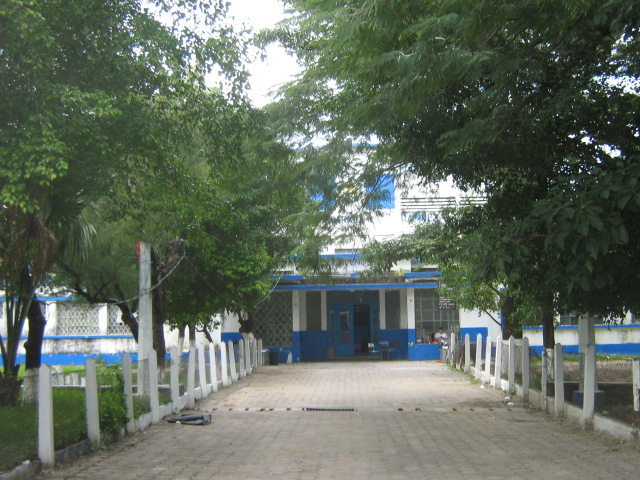